# Salim Durani
Salim Aziz Durani (paschtunisch سليم عزيز دوراني, Hindi सलीम अजीज दुरानी; * 11. Dezember 1934 in Kabul, Afghanistan; † 2. April 2023 in Jamnagar, Indien) war ein indischer Cricketspieler, der zwischen 1960 und 1972 für die indische Nationalmannschaft spielte.

## Kindheit
Sein Vater Abdul Aziz Durrani war ein professioneller Cricketspieler in Indien der dafür nach Jamnagar in Saurashtra gezogen war. Auf einer Zugreise nach Kabul kam Salim Durani zur Welt und ist so bis heute der einzige in Afghanistan geborene Spieler der für Indien spielte.

## Aktive Karriere
Sein Debüt im First-Class-Cricket gab er 1953 für Saurashtra, wobei ihm ein Century über 108 Runs gelang. Daraufhin wurde er bei der Tour gegen Neuseeland in der Saison 1955/56 für ein Tour Match nominiert, erreichte dort jedoch keine Runs. Ab dem Jahr 1956 spielte er für Rajasthan, das zusammen mit ihm zu einem der besten Teams im indischen Cricket aufstieg. Sein Debüt in der Nationalmannschaft gab Durani im Januar 1960 im dritten Test der Tour gegen Australien. Im November 1961 erhielt er seinen nächsten Einsatz gegen England. Im ersten Test gelang ihm dabei ein Half-Century über 71 Runs. Im vierten Test der Serie konnte er dann mit 5 Wickets für 47 Runs im ersten Innings und 3 Wickets für 66 Runs im zweiten für einen Sieg Indiens sorgen. Im abschließenden fünften Test erreichte er dann ein Ten-for (6/105 und 4/72) und half damit beim zweiten Gewinn innerhalb der Serie. Damit etablierte er sich im Team und reiste zum Ende der Saison 1961/62 mit diesem in die West Indies. Nach einem Fifty über 56 Runs im ersten Test gelang ihm dann im vierten Test, nachdem er in der Batting Order aufgestiegen war, ein Century über 104 Runs. Dennoch unterlag Indien bei der Serie deutlich. Es dauerte bis zum Januar 1964, bis er wieder gegen England im Team stand. In den ersten beiden Tests gelangen ihm jeweils drei Wickets (3/97 und 3/59), wobei er im zweiten zudem ein Fifty über 90 Runs beisteuern konnte. Im fünften Test der Serie gelang ihm dann ein weiteres Fifty über 61* Runs, womiot er das Remis sicherstellte, womit auch die Serie unentschieden endete. Im Oktober kam Australien nach Indien, wobei ihm im dritten Test dort 6 Wickets für 73 Runs als Bowler gelangen. Zum Ende der Saison erzielte er 3 Wickets für 53 Runs gegen Neuseeland.
Im Dezember 1966 kamen die West Indies nach Indien, wobei er nur im ersten Test zum Einsatz kam und dort ein Fifty (55 Runs) erzielte. Daraufhin dauerte es bis Februar 1971, bis er wieder im Team stand. In den West Indies gelang es ihm mit 2 Wickets für 21 Runs und dem Wicket von Clive Lloyd den entscheidenden Umschwung im Spiel zu erreichen und so Indien zum ersten Sieg gegen die bis dahin überlegenen Gegner zu verhelfen. Seine letzte Tour spielte er gegen England in der Saison 1972/73, als er für den verletzten Dilip Sardesai ins Spiel kam. Hier gelangen ihm dann im ersten test ein Fifty über 57 Runs. Nachdem er dann nicht im vierten Test aufgestellt wurde, forderte die Öffentlichkeit ihn im fünften Spiel wieder in den Kader zu nehmen. Dort erzielte er zar noch einmal ein Fifty über 73 Runs, war jedoch gerade als Feldspieler keine große Hilfe mehr für das Team (57 und 73 Runs). Im nationalen Cricket blieb ihm der große Triumph versagt. Zwar erreichte er mit Rajasthan in den 1960er Jahren sieben Mal das Finale der Ranji Trophy, doch scheiterte man jedes Mal an Bombay, die zwischen 1958/59 und 1972/73 alle Titel gewannen.

## Nach der aktiven Karriere
Durch sein Aussehen und die Popularität, die er genoss, wurde er für den Film Charita im Jahr 1973 als Schauspieler engagiert, bei dem auch Parveen Babi ihr Debüt gab. Jedoch spielte der Film nicht viel an der Kasse ein. Er war der erste Cricketspieler, der 1961 mit dem Arjuna Award ausgezeichnet wurde. Im Jahr 2011 wurde er vom indischen Verband für sein Lebenswerk ausgezeichnet. Im Januar 2023 musste er nach einem Oberschenkelbruch, den er bei einem Sturz erlitten hatte, operiert werden.

## Spieltechnik
Durani war bekannt für seine große Statur und elegante Spielweise bekannt. Als Bowler gelang es ihm die gegen ihn erzielten Runs niedrig zu halten und so die Gegner unter Druck zu setzen. Als Batter stach er durch seine aggressive Spielweise heraus, der in der Lage war Sixes zu erzielen.